# 출생 순위
출생 순위(出生順位, birth order)는 자녀가 가족 내에서 태어난 순서를 나타낸다. 첫째와 둘째가 그 예이다. 출생 순위는 종종 심리적 발달에 심오하고 지속적인 영향을 미치는 것으로 믿어진다. 이 주장은 반복적으로 도전을 받았다. 최근 연구에 따르면 일찍 태어난 아이들은 지능 측정에서 평균적으로 약간 더 높은 점수를 받았지만 출생 순위가 성격에 미치는 강력한 영향은 전혀 없거나 거의 0에 가까운 것으로 나타났다. 그럼에도 불구하고, 출생 순위가 성격에 큰 영향을 미친다는 개념은 대중심리학과 대중 문화에서 계속해서 강력한 영향력을 행사하고 있다.

## 같이 보기
- 개인심리학
- 가족
- 개인심리학
- 외동